# Westerhof
Westerhof ist ein Ortsteil der Einheitsgemeinde Kalefeld im Landkreis Northeim in Niedersachsen.

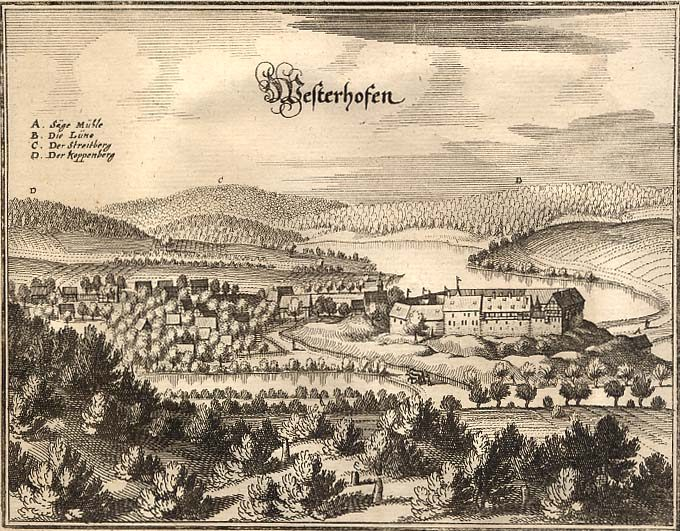
Dorf Westerhof und Burg Westerhof (rechts) in einem Merian-Kupferstich um 1654

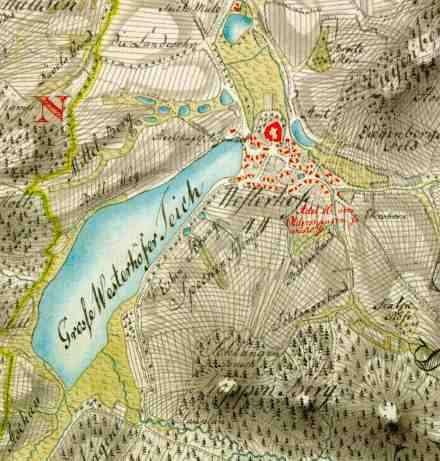
Westerhof mit Teich (historische Karte von 1784)

## Geographische Lage
Westerhof liegt, von drei Seiten vom Westerhöfer Wald und der Luhne umrahmt, in einem Talkessel, der von der Aue durchflossen wird.

## Geschichte
Der Bauzeitpunkt von Burg Westerhof und der Siedlungsbeginn des Dorfes Westerhof ist nicht bekannt. Nach einer Überlieferung soll die Burg schon vor „Caroli Magnis“ (Karl der Große) Zeiten gestanden haben. Der Chronist Johann Georg Leuckfeld behauptet in seiner „Geschichte von Blankenburg“ ein Ereignis im Jahr 841. Danach sollen die Herren von Westerhof das Besetzungsrecht der Pfarrstelle zu Holthusen (Langenholtensen) erhalten haben. Nach dem Erlöschen dieses Geschlechts sei das Recht auf das Kloster Wiebrechtshausen übergegangen. 1351 werden in einer Urkunde des Klosters Wiebrechtshausen die Herren von Westerhof als Patrone der Klosterkirche zu Wiebrechtshausen und Lehnsherren der Kirche zu Langenholtensen benannt.
Erstmals urkundlich belegt wird Westerhof am 26. März 1190 genannt. Conradus de Westerhoue verkaufte vier Hufen Land (ca. 120 ha) und zehn bebaute Hofstellen in Elze an das Kloster Lamspringe, damit seine Tochter Rixa dort in den Konvent aufgenommen wird. Im 13. Jahrhundert werden Mitglieder des Hauses Westerhof häufig in Urkunden als Käufer, Verkäufer und Zeugen genannt. Aus dieser Zeit (1255) stammt auch das Siegel des Henricus de Westerhoue (Staatsarchiv Hannover), das in unveränderter Form noch heute als Ortswappen der Ortschaft Westerhof geführt wird.
1294 wird erstmals in Urkunden vom „Castrum Westerhoue“, der Burg Westerhof gesprochen. 1302 verkauften die bisherigen Besitzer, die Herren von Oldershausen, die Burg Westerhof für 1020 Mark mit der Freigrafschaft und umfangreichen Hoheitsrechten an den Hildesheimer Bischof Siegfried II. von Querfurt. Durch den Verkauf wurde im Bereich Westerhof eine neue politische Situation hergestellt. Das Bistum Hildesheim errichtete eine neue Verwaltungseinheit, aus der später das „Amt Westerhof“ hervorging. In den folgenden Jahrhunderten war die Burg Westerhof ständiger Gegenstand von Pfandverschreibungen, bis aufgrund finanzieller Schwierigkeiten des Bistums im Jahr 1519 die Herren von Oldershausen alleinige Pfandinhaber wurden. Als Ergebnis der Hildesheimer Stiftsfehde wurde die Burg mit allen Rechten 1523 den Welfen überschrieben. Sie gehört ab diesem Zeitpunkt zum Herzogtum Braunschweig-Lüneburg und wurde von einem Amtmann verwaltet. Bis 1859 war die Burg Sitz des Amtmannes im Alten Amt Westerhof.
Westerhof wurde am 1. März 1974 in die Gemeinde Kalefeld eingegliedert.

## Politik
Westerhof hat einen Ortsrat, der sieben Mitglieder umfasst. Bei der Kommunalwahl 2021 ergab sich folgende Sitzverteilung:
- WG „Wir für Westerhof“: 7 Sitze

## Wirtschaft und Infrastruktur
Arbeitgeber in Westerhof für etwa 40 Vollzeit- und 20 Teilzeitarbeitsplätze sind vier Handwerksbetriebe, ein Industrieunternehmen für Montagetechnik, ein Ingenieurbüro, ein Forstbetrieb, ein Veranstaltungsunternehmen, ein Unternehmen für Musik- und Gewinnspielautomaten sowie eine Zweigstelle des Klosterforstamtes. Weitere Wirtschaftseinrichtungen sind ein Reisebüro und eine Gaststätte. In der Landwirtschaft bestehen fünf Vollerwerbsbetriebe.
Der Bahnhof Westerhof lag an der Bahnstrecke Osterode–Kreiensen. Diese ist stillgelegt.

## Kultur und Sehenswürdigkeiten
Sehenswürdigkeiten
- Altes Spritzenhaus – Dauerausstellung von alten feuerwehrtechnischen Geräten
- Heimatstube – Dauerausstellung des Heimatvereins im Treffpunkt Westerhof zur Geschichte der Landwirtschaft und des Handwerks im Dorf
- Kapelle St. Ulrich

Vereinsleben
- In Westerhof bestehen 10 Vereine, darunter Sport-, Skat- und Heimatvereine.
- Darüber hinaus gibt es einen Chor, einen SPD-Ortsverein, eine Jagdgenossenschaft, einen DRK-Ortsverband sowie die Freiwillige Feuerwehr Westerhof, welche für den Brandschutz und die allgemeine Hilfe insbesondere auf örtlicher Ebene sorgt.